# Thằn lằn cá
Ichthyosauria (có nghĩa là "Thằn lằn cá" hay "Ngư long" trong tiếng Hy Lap - ιχθυς hay ichthys có nghĩa là "cá" và "σαυρος" hay "sauros" có nghĩa là "thằn lằn") là loài bò sát biển khổng lồ có hình thù giống như cá heo trong một ví dụ điển hình của tiến hóa hội tụ. Ngư long phát triển mạnh vào Đại Trung sinh, dựa trên nhiều bằng chứng hóa thạch, chúng xuất hiện lần đầu tiên vào khoảng 245 triệu năm trước và đã có ít nhất một loài sống sót cho đến khoảng 90 triệu năm trước, vào đầu kỷ Phấn trắng. Vào thời kỳ Trung kỳ kỷ Tam điệp, ngư long tiến hóa từ một nhóm bò sát đất chưa được xác định chuyển sang sống dưới nước giống với các tổ tiên của cá heo và cá voi hiện đại. Chúng đặc biệt trở nên phong phú trong kỷ Jura, cho đến khi chúng dần bị thay thế bởi những kẻ săn mồi dưới nước hàng đầu thuộc một bộ bò sát khác là Plesiosauros trong thời kỳ kỷ Phấn trắng. Thằn lằn cá tuyệt chủng vào cuối kỷ Phấn trắng chưa rõ nguyên nhân.
Thằn lằn cá (Ngư long) thuộc về một bộ có tên là Ichthyosauria hoặc Ichthyopterygia ("cá chân vịt" - một tên gọi được nhà sinh học Richard Owen giới thiệu vào năm 1840, mặc dù tên gọi này hiện nay được sử dụng nhiều hơn cho các nhánh của Ichthyosauria). Khoa học đã chứng minh được sự tồn tại của ichthyosaurs trong đầu thế kỷ XIX, khi bộ xương hoàn chỉnh đầu tiên được tìm thấy ở Anh. Năm 1834, bộ Ichthyosauria được đặt tên. Sau thế kỷ đó, nhiều hóa thạch ichthyosaur được bảo tồn cực kỳ tốt đã được phát hiện ở Đức, bao gồm cả những mô mềm còn lại. Kể từ cuối thế kỷ XX, kể từ đó đã tạo nên sự quan tâm đáng kể về chủng loại này, dẫn đến tăng số lượng thằn lằn cá được đặt tên từ tất cả các châu lục, với hơn năm mươi chi hợp lệ đang được biết đến.

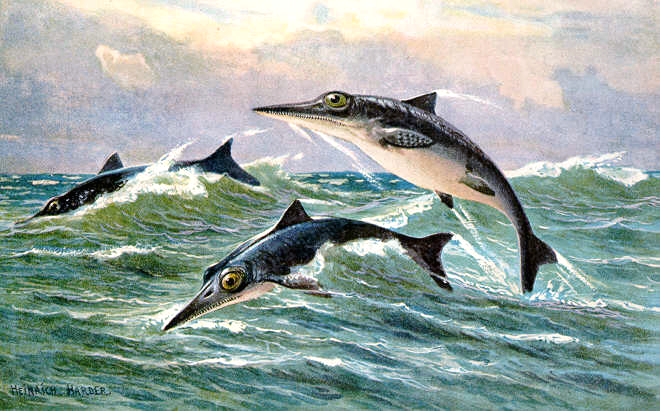
Một chi của Thằn lằn cá Ichthyosaur

Các loài Thằn lằn cá có kích cỡ từ một đến hơn mười sáu mét chiều dài. Thằn lằn cá giống như cá và cá heo hiện đại.Bốn chân đã tiến hóa hoàn toàn thành chân chèo. Ít nhất một số loài có vây lưng. Đầu của chúng có hình thon dài như mũi tên,hàm thường được trang bị răng nhọn hình nón để bắt con mồi nhỏ hơn. Một số loài có răng to như những lưỡi dao để tấn công những con vật lớn. Chúng có đôi mắt rất lớn, có lẽ là để bắt con mồi ở tầng sâu. Cổ ngắn, và các loài sau này có thân khá cứng. Chúng cũng có vây đuôi thẳng đứng hơn, được sử dụng cho một cú tăng tốc mạnh mẽ. Cột sống, được cấu tạo từ đốt sống đơn giản như đĩa, tiếp tục vào thùy dưới của vây đuôi. và có lẽ là máu nóng. Thằn lằn cá là loài thở bằng không khí, linh động và có thể thuộc nhóm động vật máu nóng.